# 18號國道 (南非)
18號國道（N18）是南非一條幹線公路，南始於北開普省沃倫頓，北至與博茨瓦納接壤、西北省的拉馬特拉巴馬。全長330公里。